# オットー・ベルニング
オットー・ベルニング (Otto Berning) は創業者オットー・ベルニングがドイツで1931年に創業したカメラメーカーである。連続撮影カメラの走り「ロボット」シリーズを製造していた。ロボット・フォト&エレクトロニック (Robot Foto Und Electronic) を経て現在はロボット・ヴィジュアル・システムズ (Robot Visual Systems GmbH) に商号変更し、スピード違反取り締まり用カメラなどを製造している。

## カメラ製品一覧

### ロボットシリーズ

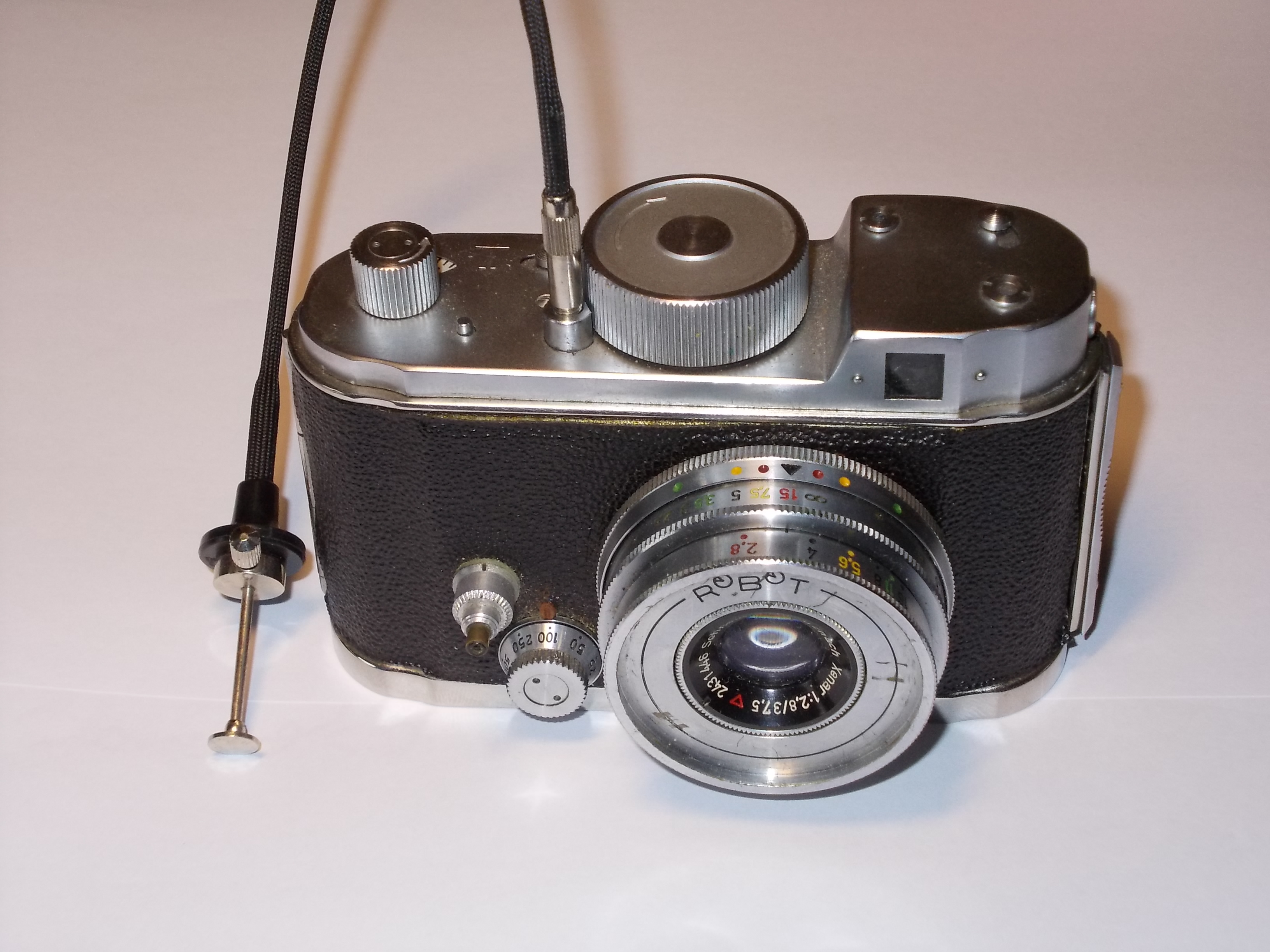
ロボットカメラ

スプリングによるモータードライブを内蔵し一般用スチルカメラでは1960年代までほぼ唯一連続撮影が可能であり、当時のカメラ雑誌上ではあらゆる撮影の可能性を秘めた万能機として位置づけられていた。24×24 mm（ロボット）判が原則でロボット判の名称の由来となったが、一部24×36 mm（ライカ）判や24×18 mm（ハーフ）判の機種もある。シャッターはロータリー式で全速シンクロする。レンズマウントはφ26 mmネジ込み。1960年代当時の日本代理店は東京やさか通商がつとめていた。

#### ロボットシリーズカメラボディー
- ロボットI（ROBOT I, 1934年発売）- 35mmフィルムを専用マガジン「Kカセット」に装填して使用し48枚撮り。軍艦部中央に大きなゼンマイ巻き上げダイヤルがあり、1回の巻き上げで24枚連続撮影ができる。シャッターはT, 1 - 1/500秒。レバーの操作のみで挿入され自動的にシャッター速度が1段階遅くなる緑色フィルター機構を備えていた。原型はハインツ・キルフィットの設計。
- ロボットII（ROBOT II, 1938年発売）- M級シンクロ接点を装備した。オプションで1回巻き上げ48枚連続撮影が可能となる大型ゼンマイが用意された。フィルター機構は省略された。
- ロボットLW (ROBOT LW) - ロボットIIをベースとし一部改造してドイツ国防軍空軍に納入したもの。LWはドイツ国防軍空軍 (Luftwaffe) の頭文字。
- ロボットIIa（ROBOT IIa, 1951年発売）- MXシンクロ接点とアクセサリーシューを装備した。
- ロボットスターI（ROBOT Star I, 1952年発売）- 135フィルムを使用できるようになった。
- ロボットロイヤル24（ROBOT Royal24, 1953年発売）- 距離計連動。24×24 mm（ロボット）判。
- ロボットロイヤル36（ROBOT Royal36, 1955年発売）- 距離計連動。24×36 mm（ライカ）判。1回の巻き上げで16枚連続撮影ができる。
- ロボットロイヤル36S（ROBOT Royal36S）- 距離計連動。24×36 mm（ライカ）判。5コマ/秒の連続撮影可能。

#### ロボットシリーズ用レンズ
以下はカール・ツァイス製。
- テッサー3cm F2.8
- テッサー3cm F3.5
- テッサー37.5mm F2.8
- ビオター4cm F2
- ゾナー50mm F2
- テッサー5cm F3.5
- ゾナー75mm F4

以下はメイヤー製。
- トリオプラン30mm F2.8
- プリモター30mm F3.5
- テレメゴール60mm F5.5

以下はシュナイダー・クロイツナッハ製。
- クセノゴン30mm F3.5
- クセノゴン35mm F2.8
- クセナー37.5mm F2.8
- クセナー38mm F2.8
- ラジオナー37.5mm F3.5
- ラジオナー38mm F3.5
- クセノン40mm F1.9
- クセナー45mm F2.8
- クセノン50mm F1.9
- テレクセナー5.5cm F5.5
- テレクセナー75mm F3.8
- テレクセナー75mm F4
- テレクセナー90mm F3.8

以下はローデンストック製。
- ヘリゴン40mm F1.9
- キラー40mm F1.9